# Jalu Kurek
Jalu Kurek, właściwie Franciszek Kurek, ps. mafarka, Jan Skowron (ur. 27 lutego 1904 w Krakowie, zm. 10 listopada 1983 w Naprawie) – polski pisarz, członek Awangardy Krakowskiej (1922), w latach 1931–1933 redaktor naczelny czasopisma literackiego „Linia”; zdobył rozgłos powieścią Grypa szaleje w Naprawie (1934), za którą otrzymał Nagrodę Młodych Polskiej Akademii Literatury (1935).

## Życiorys
Urodził się w Krakowie, w rodzinie pochodzenia chłopskiego – syn Piotra, woźnego Zakładu Chemicznego Uniwersytetu Jagiellońskiego, i Rozalii. Był najmłodszym z czworga rodzeństwa (dwóch braci i siostra). Absolwent Gimnazjum im. Bartłomieja Nowodworskiego w Krakowie oraz Wydziału Filozoficznego Uniwersytetu Jagiellońskiego (filologia polska i romańska). Po maturze, równolegle ze studiami, podjął pracę w dziennikarstwie, w dziale literackim „Głosu Narodu”. Związany był też z pismem „Zwrotnica”. Studia pogłębił w latach 1924-25 na uniwersytecie w Neapolu. Był wieloletnim przyjacielem F.T. Marinettiego. W 1925 roku zadebiutował awangardowym tomem poezji Upały, a w kolejnym roku powieścią Kim był Andrzej Panik? Andrzej Panik zamordował Amundsena.
W 1932 roku odbył służbę wojskową, w szkole podchorążych artylerii we Włodzimierzu Wołyńskim, otrzymując stopień podporucznika artylerii rezerwy.
Silnie związany z rodzinnymi Beskidami (jego matka była góralką z Naprawy), którym poświęcił kilka powieści. Rozgłos przyniosły mu utwory Grypa szaleje w Naprawie z 1934 i Woda wyżej z 1935. Był autorem liryków, poematów, opowiadań i powieści. Pracował jako dziennikarz i redaktor, pozostawiając po sobie reportaże, felietony, recenzje, eseje i artykuły. Autor przekładów poezji włoskiej (m.in. Sonetów do Laury Franciszka Petrarki); jako tłumacz przyczynił się do popularyzacji w Polsce dorobku włoskich futurystów. W latach 1931–33 był jednym z założycieli i redaktorem awangardowej „Linii”. Od 1932 roku pracował jako redaktor w koncernie prasowym IKC. Pisywał także pod pseudonimami: mafarka, Jan Skowron, Franciszek Ruczaj. Zajmował się również teatrem i filmem (krótkometrażowy OR - Obliczenia Rytmiczne z 1932, jeden z pierwszych polskich filmów eksperymentalnych), pisał recenzje  i artykuły teoretyczne. Malował obrazy. Wędrował po górach (był taternikiem), uprawiał amatorsko sport (m.in. kolarstwo, narciarstwo, skoki narciarskie). Angażował się w ochronę przyrody. Swoją rodzinę i ścieżkę literacką opisał w książce autobiograficznej Mój Kraków (1963), później poszerzanej.
Po wybuchu II wojny światowej, w 1939 roku przedostał się do Lwowa, anektowanego przez ZSRR, i uczestniczył następnie w tamtejszym polskim życiu literackim pod patronatem Związku Pisarzy Radzieckich aż do zajęcia miasta przez Niemców. Wiosną 1945 roku ponownie zamieszkał w Krakowie. Podczas wojny napisał powieść Janosik, którą sam uważał za swoje najlepsze dzieło – została wydana w małym nakładzie po wyzwoleniu, a następnie wstrzymana przez władze i wznowiona dopiero po upadku stalinizmu w 1959. W 1953 podpisał Rezolucję Związku Literatów Polskich w Krakowie w sprawie procesu krakowskiego.
W 1955 został odznaczony Krzyżem Kawalerskim Orderu Odrodzenia Polski, następnie Krzyżem Komandorskim tego orderu. W 1960 otrzymał Nagrodę Miasta Krakowa (której nie przyjął). Przez sześć lat był radnym rady miejskiej w Krakowie.
Ochrzczony został imionami Franciszek Andrzej. Osobliwe imię Jalu było dziecięcym przezwiskiem pisarza, nadanym mu przypadkowo przez brata bezpośrednio po chrzcie, po czym używanym w domu. Zbieżność z nazwą rzeki Jalu między Chinami i Koreą, gdzie później doszło do bitwy w wojnie rosyjsko-japońskiej, była przypadkowa. Kurek używał go w pseudonimie literackim do czasu urzędowej zmiany imienia.
Po wojnie ożenił się z Hanną Ablewicz-Kurek (również pisarką). Mieli dwoje dzieci: Ewę i Grzegorza. W 1957 wraz z żoną rozpoczął budowę drewnianego domu w Naprawie w miejscu, w którym stała kiedyś chałupa matki Kurka (Rozalii Kurek, z domu Panek). Dom utrzymany był w stylu zakopiańskim. Stał przy wjeździe do tunelu na Zakopiance, dlatego został rozebrany i odtworzony w 2024 w gminie Jordanów.
Pisarz zmarł 10 listopada 1983 w Naprawie k. Rabki.

## Twórczość (wybrane edycje)
- Upały, 1925
- Śpiewy o Rzeczypospolitej, 1929
- Kim był Andrzej Panik? Andrzej Panik zamordował Amundsena, nakładem „Zwrotnicy”, Kraków 1926
- SOS (Zbaw nasze dusze!), nakładem „Zwrotnicy”, Kraków 1927
- Mount Everest 1924, Warszawa 1933 (dotycząca wyprawy George′a Mallory′ego)[11]
- Mohigangas, 1934
- Grypa szaleje w Naprawie, 1934
- Woda wyżej, 1935
- Drzewo boleści, 1938
- Zamurowana rzeka, Lwów 1939
- Młodości, śpiewaj!, wydawnictwo „Rój”, Warszawa 1939
- Janosik. tom 1-3, 1945-48
- Ocean Nie-Spokojny, Ludowa Spółdzielnia Wydawnicza, 1951
- Węzeł Garmo, Wydawnictwo Literackie, Kraków 1953
- Nad Czorsztynem się błyska, Państwowy Instytut Wydawniczy, 1953
- Dzień dobry, Toporna, Wydawnictwo Iskry, 1954
- Księga Tatr, Wydawnictwo Iskry, Warszawa 1955
- Wiersze wybrane, Kraków 1956
- Strumień goryczy, Warszawa 1957
- Gwiazda Spada, Wydawnictwo Iskry, 1959
- Pepe kanarek, Wydawnictwo Iskry, 1961
- Zabijcie Barabasza, PAX, 1961
- Kantata profesora Wróbla, Wydawnictwo Literackie, 1962
- Mój Kraków, Wydawnictwo Literackie, 1963
- Eksplodują ogrody, 1964
- Uważaj, żmija!, Wydawnictwo Literackie, Kraków 1965
- Rzecz niepodległa, Wydawnictwo Literackie, 1966
- Posągi z wiatru, Warszawa 1966
- Pod przełęczą, Wydawnictwo Literackie, Warszawa 1968
- Świnia Skała, Warszawa 1970
- Syn Róży, 1970
- Wysoka Gierlachowska, Warszawa 1970
- Bestia, 1973
- Ludowa lutnia, Warszawa 1975
- Planeta, Wydawnictwo Literackie, Kraków 1975
- Zmierzch natchnienia?, 1976
- Godzina X. Rzecz o umieraniu, 1978
- Księga Tatr wtóra, Wydawnictwo Literackie, Kraków 1978
- Boże mojego serca, Kraków 1983
- Najkamienniejsze; Wiersze tatrzańskie, Warszawa 1984